# Kosovare Asllani
Pour les articles homonymes, voir Aslani.
Kosovare Asllani, née le 29 juillet 1989 à Kristianstad en Suède, est une footballeuse internationale suédoise. Elle joue actuellement pour London City Lionesses.

## Biographie
Kosovare Asllani naît le 29 juillet 1989 à Kristianstad, en Suède. Ses parents, du village de Drobesh au Kosovo, ont immigré avant sa naissance.
Malgré son grand talent, elle n'est pas sélectionnée en équipe nationale de Suède pour la Coupe du monde 2011.
C'est une attaquante compétente, possédant une grande vitesse et de la technique dans son jeu[réf. nécessaire].
Lors de la Coupe du monde 2023, elle participe à la victoire contre l'Australie pour la troisième place du tournoi.

## Carrière

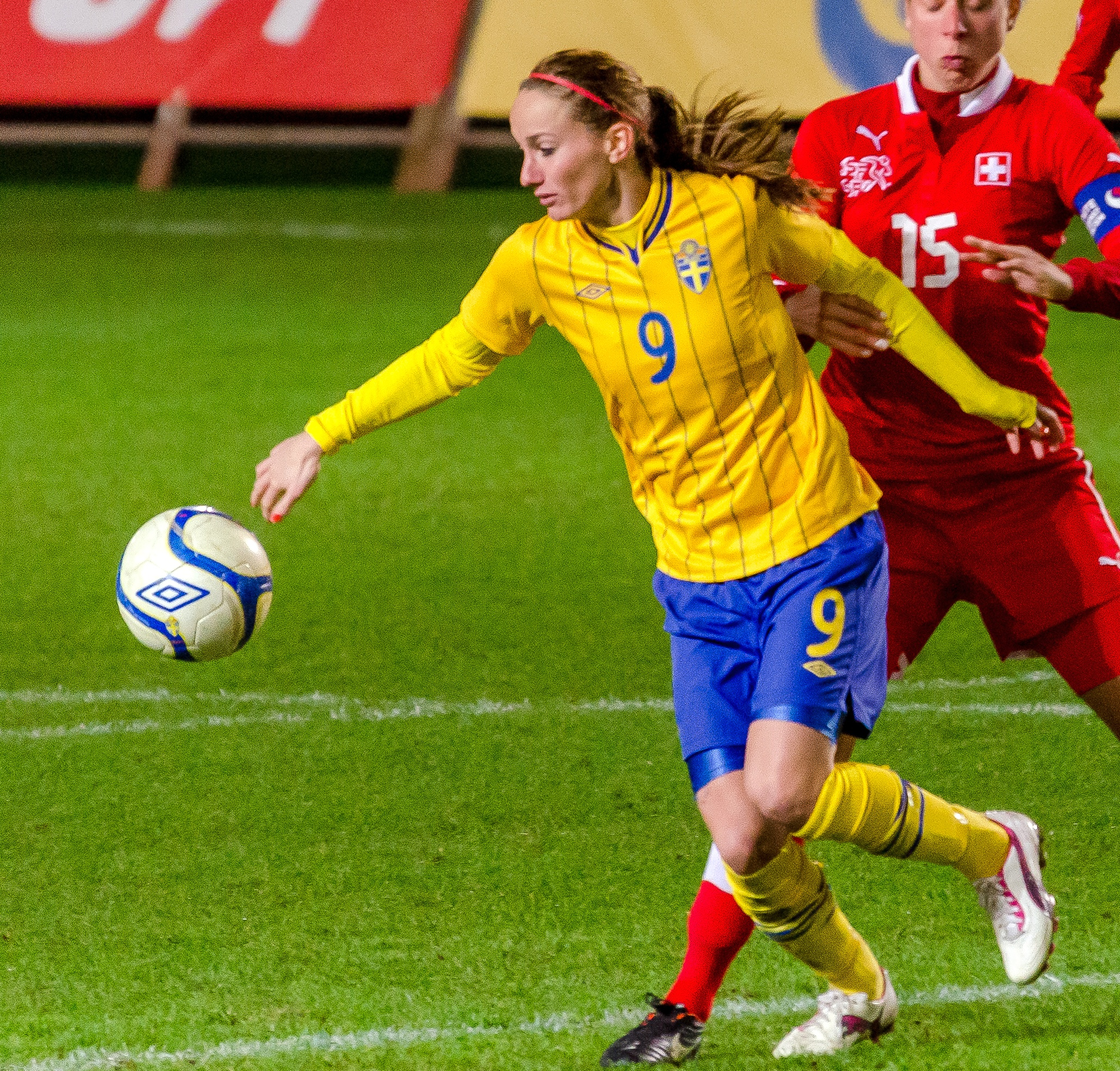
Kosovare Asllani lors d'un match de l'équipe de Suède.

Elle commence sa carrière en équipe de deuxième division de Vimmerby IF, où elle acquiert une réputation de grande prodige du football. Après avoir reçu les offres de nombreux clubs, Kosovare Asllani accepte l'offre de l'équipe Linköpings FC en 2007, où elle progresse rapidement. Elle participe à la victoire en Cupen Svenska 2009 de Linköpings FC.
Le 4 décembre 2009, le club des Chicago Red Stars dans la ligue américaine Women's Professional Soccer, confirme qu'il a recruté Kosovare Asllani. Elle joue seulement une saison dans la Women's Professional Soccer. Après sept semaines, Kosovare Asllani reçoit la récompense de la semaine (meilleure joueuse de semaine de la WPS) ; ceci après le match des Red Stars contre le FC Gold Pride. Après une saison avec les Red Stars, Asllani retourne en Suède avec Linköpings FC. Elle signe au PSG le 22 septembre 2012. Elle résilie son contrat début d'année 2016 pour signer au club anglais de Manchester City.

## Palmarès
Linköpings FC
- Championne de Suède en 2009
- Vainqueur de la Coupe de Suède en 2008 et 2009
- Vainqueur de la Supercoupe de Suède en 2009

 Manchester City
- WSL1 en 2016
- WSL Cup en 2016

 Suède
- Coupe du monde
  - Troisième en 2019
  - Troisième en 2023

## Statistiques
| Saison                | Club                  | Championnat           | Championnat | Championnat | Coupe(s) nationale(s) | Coupe(s) nationale(s) | Compétition(s) continentale(s) | Compétition(s) continentale(s) | Compétition(s) continentale(s) | Total | Total |
| Saison                | Club                  | Division              | M.          | B.          | M.                    | B.                    | Comp.                          | M.                             | B.                             | M.    | B.    |
| 2012-2013             | Paris SG              | Division 1            | 19          | 17          | 4                     | 5                     | -                              | -                              | -                              | 23    | 22    |
| 2013-2014             | Paris SG              | Division 1            | 17          | 7           | 2                     | 0                     | WCL                            | 2                              | 0                              | 21    | 7     |
| 2014-2015             | Paris SG              | Division 1            | 17          | 13          | 3                     | 0                     | WCL                            | 9                              | 1                              | 29    | 14    |
| 2015-2016             | Paris SG              | Division 1            | 6           | 2           | -                     | -                     | WCL                            | 0                              | 0                              | 6     | 2     |
| Total sur la carrière | Total sur la carrière | Total sur la carrière | 59          | 39          | 9                     | 5                     | -                              | 11                             | 1                              | 79    | 45    |